# FBŠ Hattrick Brno
FBŠ Hattrick Brno (podle sponzora také FBŠ Hummel Hattrick Brno) je brněnský florbalový klub založený v roce 1999.
Mužský tým hraje od sezóny 2025/2026 nejvyšší mužskou soutěž, Superligu florbalu. V ní dříve působil již v sezónách 2019/2020 až 2021/2022, ve kterých vždy bojoval o udržení. Tým se také pětkrát probojoval do čtvrtfinále Poháru Českého florbalu, naposledy v ročníku 2024/2025.
Zaniklý ženský tým hrál v sezónách 2022/2023 a 2023/2024 1. ligu, tedy druhou nejvyšší ženskou soutěž. V ročníku 2008/2009 postoupil do čtvrtfinále Poháru Českého florbalu.

## Muži

### Sezóny
| Sezóna    | Úroveň | Soutěž              | Umístění | Poznámka |
| --------- | ------ | ------------------- | -------- | --- |
| 2010/2011 | 3      | 2. liga             |          | Výhra v 1. kole play-up proti FBC Start98 – Postup do vyšší ligy                                              |
| 2011/2012 | 2      | 1. liga             | 2.       | Prohra ve finále play-off proti AC Sparta Praha Florbal – Prohra v baráži proti FBC Liberec                   |
| 2012/2013 | 2      | 1. liga             | 8.       | Vypadnutí ve čtvrtfinále play-off proti TJ SAM73 Znojmo                                                       |
| 2013/2014 | 2      | 1. liga             | 2.       | Prohra ve finále play-off proti TJ Sokol Královské Vinohrady – Prohra v baráži proti FBC ČPP Software Ostrava |
| 2014/2015 | 2      | 1. liga             | 8.       | Vypadnutí ve čtvrtfinále play-off proti FBC BRZDY CZ Česká Lípa                                               |
| 2015/2016 | 2      | 1. liga             | 8.       | Vypadnutí ve čtvrtfinále play-off proti FBC Liberec                                                           |
| 2016/2017 | 2      | 1. liga             | 4.       | Prohra ve finále play-off proti Florbal Ústí – Prohra v baráži proti FBC Liberec                              |
| 2017/2018 | 2      | 1. liga             | 12.      | Výhra v baráži proti Florbal Primátor Náchod                                                                  |
| 2018/2019 | 2      | 1. liga             | 2.       | Prohra ve finále play-off proti Black Angels – Výhra v baráži proti Bulldogs Brno – Postup do vyšší ligy      |
| 2019/2020 | 1      | Superliga florbalu  | 13.      | Sezóna ukončena za stavu 1:1 na zápasy v 1. kole play-down proti FBC 4CLEAN Česká Lípa                        |
| 2020/2021 | 1      | Livesport Superliga | 12.      | Play-down zrušeno, protože sezóna 1. ligy nebyla dohrána                                                      |
| 2021/2022 | 1      | Livesport Superliga | 14.      | Prohra v 2. kole play-down proti Sokoli Pardubice – Sestup do nižší ligy                                      |
| 2022/2023 | 2      | 1. liga             | 4.       | Vypadnutí v semifinále play-off proti Butchis                                                                 |
| 2023/2024 | 2      | 1. liga             | 9.       | Vypadnutí v osmifinále play-off proti TJ Znojmo LAUFEN CZ                                                     |
| 2024/2025 | 2      | 1. liga             | 1.       | Vítězství ve finále play-off proti Florbal Ústí – Postup do vyšší ligy                                        |

### Známí hráči
- Adam Hemerka (2020–2021)

## Ženy

### Sezóny
| Sezóna                                           | Úroveň | Soutěž  | Umístění | Poznámka                                           |
| ------------------------------------------------ | ------ | ------- | -------- | -------------------------------------------------- |
| 2022/2023                                        | 2      | 1. liga |          | Vypadnutí v předkole play-off proti EAV SK Jihlava |
| 2023/2024                                        | 2      | 1. liga |          | Vypadnutí v osmifinále play-off proti Black Angels |
| Tým se v sezóně 2024/2025 nepřihlásil do soutěží |        |         |          |                                                    |